# Liste der Kulturgüter in Vex
Die Liste der Kulturgüter in Vex enthält alle Objekte in der Gemeinde Vex im Kanton Wallis, die gemäss der Haager Konvention zum Schutz von Kulturgut bei bewaffneten Konflikten, dem Bundesgesetz vom 20. Juni 2014 über den Schutz der Kulturgüter bei bewaffneten Konflikten sowie der Verordnung vom 29. Oktober 2014 über den Schutz der Kulturgüter bei bewaffneten Konflikten unter Schutz stehen.
Objekte der Kategorie A sind im Gemeindegebiet nicht ausgewiesen, Objekte der Kategorie B sind vollständig in der Liste enthalten, Objekte der Kategorie C fehlen zurzeit (Stand: 1. Januar 2023).

## Kulturgüter
| Foto |                                                                                      | Objekt                                                                                           | Kat. | Typ | Standort                             | Beschreibung                                                                                  |
| ---- | ------------------------------------------------------------------------------------ | ------------------------------------------------------------------------------------------------ | ---- | --- | ------------------------------------ | --------------------------------------------------------------------------------------------- |
| ja   | Datei hochladen · Wikidata zu Alte Kirche Saint-Sylve (Q29929223)                    | Ehemalige Kirche Saint-Sylve / Ancienne église Saint-Sylve KGS-Nr.: 07171                        | B    | G   | Route des Dailleys 5 597225 / 118256 |                                                                                               |
| ja   | Datei hochladen · Wikidata zu Chalet auf dem Platz (Q29929274)                       | Chalet auf dem Platz / Chalet sur la Place KGS-Nr.: 07173                                        | B    | G   | Route de la Lay 1 596849 / 117780    |                                                                                               |
| ja   | Datei hochladen · Wikidata zu Pont de pierre (Q29929291)                             | Steinbrücke / Pont de pierre KGS-Nr.: 07174                                                      | B    | G   | Riva 598029 / 115609                 | Objekt liegt hälftig auf Gemeindegebiet von Vex (KGS-Nr. 7174) und Mont-Noble (KGS-Nr. 17253) |
| ja   | Datei hochladen · Wikidata zu Ruinen des mittelalterlichen Tavelli-Turms (Q29929292) | Ruinen des mittelalterlichen Tavelli-Turms / Ruines médiévales de la Tour Tavelli KGS-Nr.: 07175 | B    | F   | Le Château 597649 / 116960           |                                                                                               |
| ja   | Datei hochladen · Wikidata zu Neue Kirche Saint-Sylve (Q55382102)                    | Neue Kirche Saint-Sylve / Nouvelle église Saint-Sylve KGS-Nr.: 17437                             | B    | G   | Route de la Lay 4 596816 / 117832    |                                                                                               |